# Judo na Igrzyskach Azjatyckich 1994
Turniej judo na igrzyskach Azjatyckich 1994 rozegrano w Hiroszimie w dniach 12-15 października 1994 roku, na terenie "Hiroshima Sun Plaza".

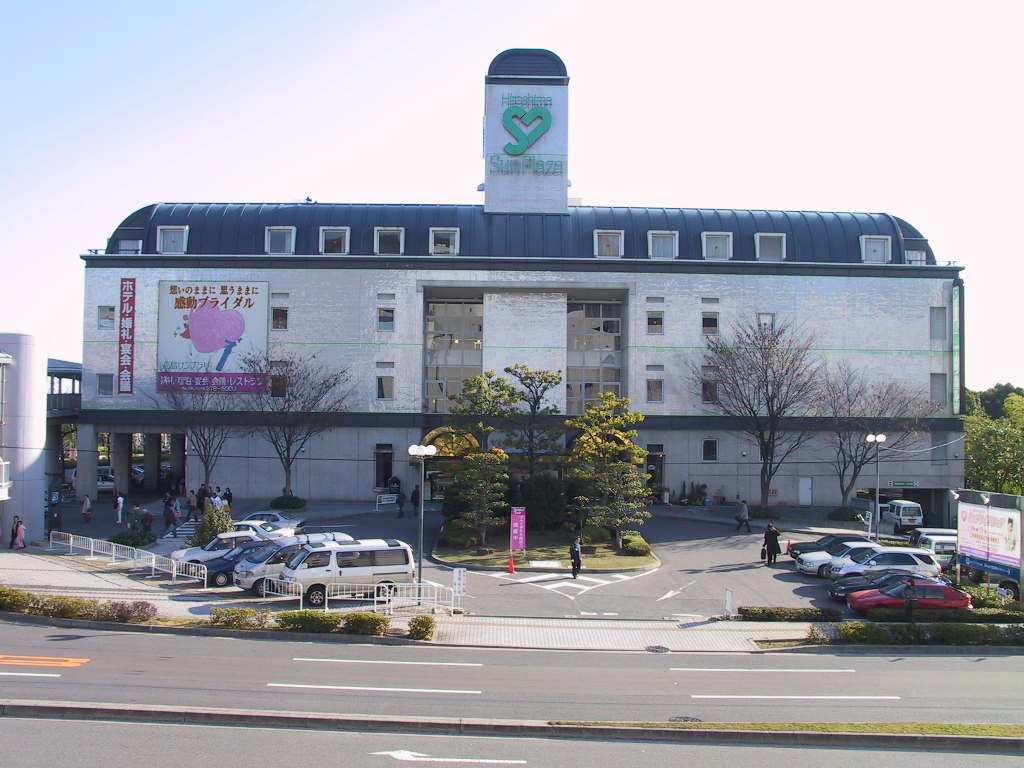
Hiroshima Sun Plaza"

## Tabela medalowa
| Poz.  | Państwo          |    |    |    | Łącznie |
| ----- | ---------------- | -- | -- | -- | ------- |
| 1.    | Japonia          | 8  | 6  | 2  | 16      |
| 2.    | Korea Południowa | 7  | 3  | 4  | 14      |
| 3.    | Chiny            | 1  | 3  | 6  | 10      |
| 4.    | Kazachstan       | 0  | 2  | 3  | 5       |
| 5.    | Chińskie Tajpej  | 0  | 1  | 5  | 6       |
| 6.    | Iran             | 0  | 1  | 1  | 2       |
| 7.    | Mongolia         | 0  | 0  | 5  | 5       |
| 8.    | Uzbekistan       | 0  | 0  | 2  | 2       |
| 9.    | Turkmenistan     | 0  | 1  | 1  | 2       |
| .     | Tadżykistan      | 0  | 1  | 1  | 2       |
| .     | Indie            | 0  | 1  | 1  | 2       |
| .     | Hongkong         | 0  | 1  | 1  | 2       |
| Razem | Razem            | 16 | 16 | 32 | 64      |

## Mężczyźni
| Waga   | Złoto:            | Srebro:                 | Brąz:               | Brąz:                        |
| 60 kg  | Kim Hyuk          | Ryūji Sonoda            | Hasan Ahadpur       | Serik Adiganov               |
| 65 kg  | Yukimasa Nakamura | Iwan Karazielidi        | Daszgombyn Battulga | Hao Yi                       |
| 71 kg  | Chung Hoon        | Shigeru Toyama          | Chaliuny Boldbaatar | Ismaił Wieszagurow           |
| 78 kg  | Yoon Dong-sik     | Hidenori Horikoshi      | Vladimir Shmakov    | Lo Yu-wei                    |
| 86 kg  | Yoshio Nakamura   | Siergiej Alimżanow      | Khayrullo Nazriev   | Kim Suk-kyu                  |
| 95 kg  | Shigeru Okaizumi  | Kim Jae-sik             | Siergiej Szakimow   | Dmitry Solovyov              |
| +95 kg | Jun Konno         | Sejjed Mahmudreza Miran | Wang Ruisheng       | Badmaanjambuugijn Bat-Erdene |
| Open   | Katsuyuki Masuchi | Lee Joon-young          | Wang Ruisheng       | Badmaanjambuugijn Bat-Erdene |

## Kobiety
| Waga   | Złoto:         | Srebro:         | Brąz:                | Brąz:           |
| 48 kg  | Ryōko Tamura   | Li Aiyue        | Kim So-ra            | Huang Yu-shin   |
| 52 kg  | Hyun Sook-hee  | Atsuko Takeda   | Wang Jin             | Tseng Hsiao-fen |
| 56 kg  | Jung Sun-yong  | Noriko Sugawara | Liu Chuang           | Poonam Chopra   |
| 61 kg  | Jung Sung-sook | Yūko Emoto      | Zhang Di             | Wu Ching Hui    |
| 66 kg  | Aiko Ōishi     | Cho Min-sun     | Nadežda Želtakowa    | Wu Mei-ling     |
| 72 kg  | Kim Mi-jung    | Leng Chunhui    | Yuriko Fukuba        | Chen Chiu-ping  |
| +72 kg | Zhang Ying     | Yeh Wen-hua     | Kaori Suzuki         | Son Hyeon-mi    |
| Open   | Noriko Anno    | Qiao Yanmin     | Sambuugijn Daszdulam | Mun Ji-yun      |